# Anatolio (nome)
Anatolio  è un nome proprio di persona italiano maschile.

## Varianti
- Femminili: Anatolia[1][2][3]

### Varianti in altre lingue
- Basco: Anatoli[4]
  - Femminili: Anatole[4]
- Bielorusso: Анатоль (Anatol')[5]
- Catalano: Anatoli[4]
  - Femminili: Anatòlia[4]
- Francese: Anatole[1][5]
- Georgiano: ანატოლი (Anat'oli)[5]
- Greco antico: Ἀνατόλιος (Anatólios)[1][2][5]
  - Femminili: Ἀνατολία (Anatolia)[2][5]
- Latino: Anatolius[1][2][5]
  - Femminili: Anatolia[2]
- Lettone: Anatolijs[5]
- Polacco: Anatol[5]
- Rumeno: Anatolie
- Russo: Анатолий (Anatolij)[5]
  - Ipocoristici: Толя (Tolja)[5]
- Spagnolo: Anatolio[4]
  - Femminili: Anatolia[4]
- Ucraino: Анатолій (Anatolij)[5]

## Origine e diffusione
Proviene, tramite il latino Anatolius, dal greco antico Ἀνατόλιος (Anatólios), calco dell'omonimo aggettivo che era una forma rara e poetica di ἀνατολικός (anatolikós, "orientale"); questo vocabolo è tratto da ἀνατολή (anatolḗ, "Oriente", "est" e anche "sorgere del sole"), a sua volta da ἀνατέλλω (anatéllō, "sorgere", riferito al sole e ad altri astri), composto di ἀνά (aná, "su") e τέλλω (téllō, "eseguo"). L'etimologia è la stessa del toponimo dell'Anatolia, regione storica situata nell'odierna Turchia, che talvolta può essere all'origine delle forme femminili del nome.
Come nome proprio si diffuse particolarmente in epoca cristiana, forse anche in virtù di una lettura "mistica" del suo significato, ma in origine era un etnico dato a quegli schiavi o artigiani che provenivano dall'Oriente. In Italia è piuttosto raro, sparso al Nord e al Centro per la forma maschile e invece compatto in Abruzzo e nel Sassarese per il femminile, grazie al culto della santa così chiamata; negli anni settanta si contavano circa centocinquanta occorrenze del maschile, e novecento del femminile.

## Onomastico
L'onomastico si può festeggiare in memoria di più santi, alle date seguenti:
- 3 febbraio, sant'Anatolio, nativo della Siria o della Cilicia, vescovo in Scozia, e poi eremita a Salins-les-Bains in Francia[1][7]
- 7 febbraio, sant'Anatolio, vescovo di Cahors[7]
- 20 marzo, sant'Anatolio, martire con i figli Fotina Samaritana, Giuseppe e Vittore[4]
- 3 giugno, sant'Anatolio Kiriggwajjo, pastore, uno dei martiri dell'Uganda[7]
- 3 luglio, sant'Anatolio, filosofo, matematico e scienziato, vescovo di Laodicea[1][7][8]
- 3 luglio, sant'Anatolio, patriarca di Costantinopoli[1][7][8]
- 10 luglio, sant'Anatolia, vergine e martire a Tora in Sabina assieme a sua sorella santa Vittoria[8][9]
- 24 settembre, sant'Anatalone o Anatolio, vescovo di Milano[7]
- 20 novembre, sant'Anatolio, martire con Eustachio e Tespesio a Nicea sotto Massimino Trace[7]

## Persone
- Anatolio, prefetto del pretorio nel 357/360
- Anatolio, console romano nel 440
- Anatolio, patriarca di Costantinopoli
- Anatolio da Berito, giurista bizantino
- Anatolio di Laodicea, vescovo e scrittore greco antico
- Anatolio Demidoff, imprenditore russo e principe di San Donato

### Variante Anatolij
- Anatolij Bukreev, alpinista russo

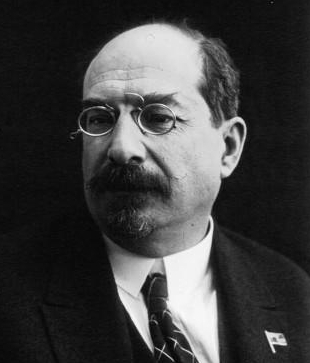
Anatolij Lunačarskij

- Anatolij Byšovec, calciatore e allenatore di calcio russo
- Anatolij Dem"janenko, calciatore e allenatore di calcio ucraino
- Anatolij Ivanov, percussionista, compositore e direttore d'orchestra russo
- Anatolij Karacuba, matematico russo
- Anatolij Karpov, scacchista e politico russo
- Anatolij Kudrjavickij, scrittore, poeta e traduttore russo
- Anatolij Ljadov, compositore, insegnante e direttore d'orchestra russo
- Anatolij Lunačarskij, politico, scrittore e rivoluzionario sovietico
- Anatolij Solov'ëv, cosmonauta sovietico
- Anatolij Tymoščuk, calciatore ucraino

### Variante Anatoli

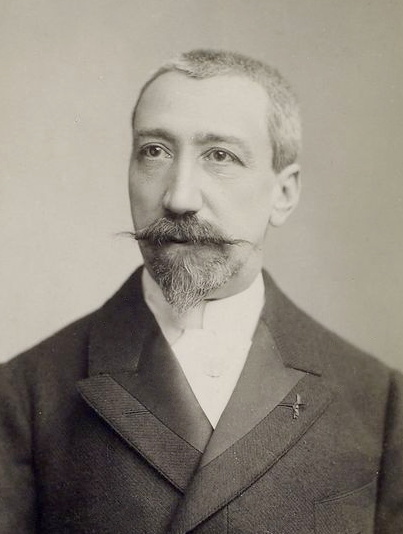
Anatole France

- Anatoli Banişevski, allenatore di calcio e calciatore sovietico
- Anatoli Nankov, calciatore bulgaro
- Anatoli Todorov, calciatore bulgaro

### Variante Anatole
- Anatole Bailly, grecista, lessicografo e docente francese
- Anatole de Barthélemy, numismatico e archeologo francese
- Anatole de Monzie, politico e saggista francese
- Anatole France, scrittore francese
- Anatole Le Braz, poeta e traduttore francese
- Anatole Leroy-Beaulieu, storico e saggista francese
- Anatole Litvak, regista, sceneggiatore e produttore cinematografico ucraino naturalizzato statunitense
- Anatole Mallet, ingegnere svizzero

## Il nome nelle arti
- Anatole Kuragin è un personaggio del romanzo di Lev Tolstoj Guerra e pace.
- Anatole è un personaggio della serie animata omonima.
- Anatolia è una delle tre principesse sorelle nel romanzo Le vergini delle rocce di Gabriele D'Annunzio.